# 永寧公主 (明熹宗)
永寧公主（1622年—1624年），名朱淑娥，明朝公主，明熹宗长女，母亲是慧妃范氏。
天启二年生，天启三年十二月十五日夭折，葬金山之原。